# MARTa Herford

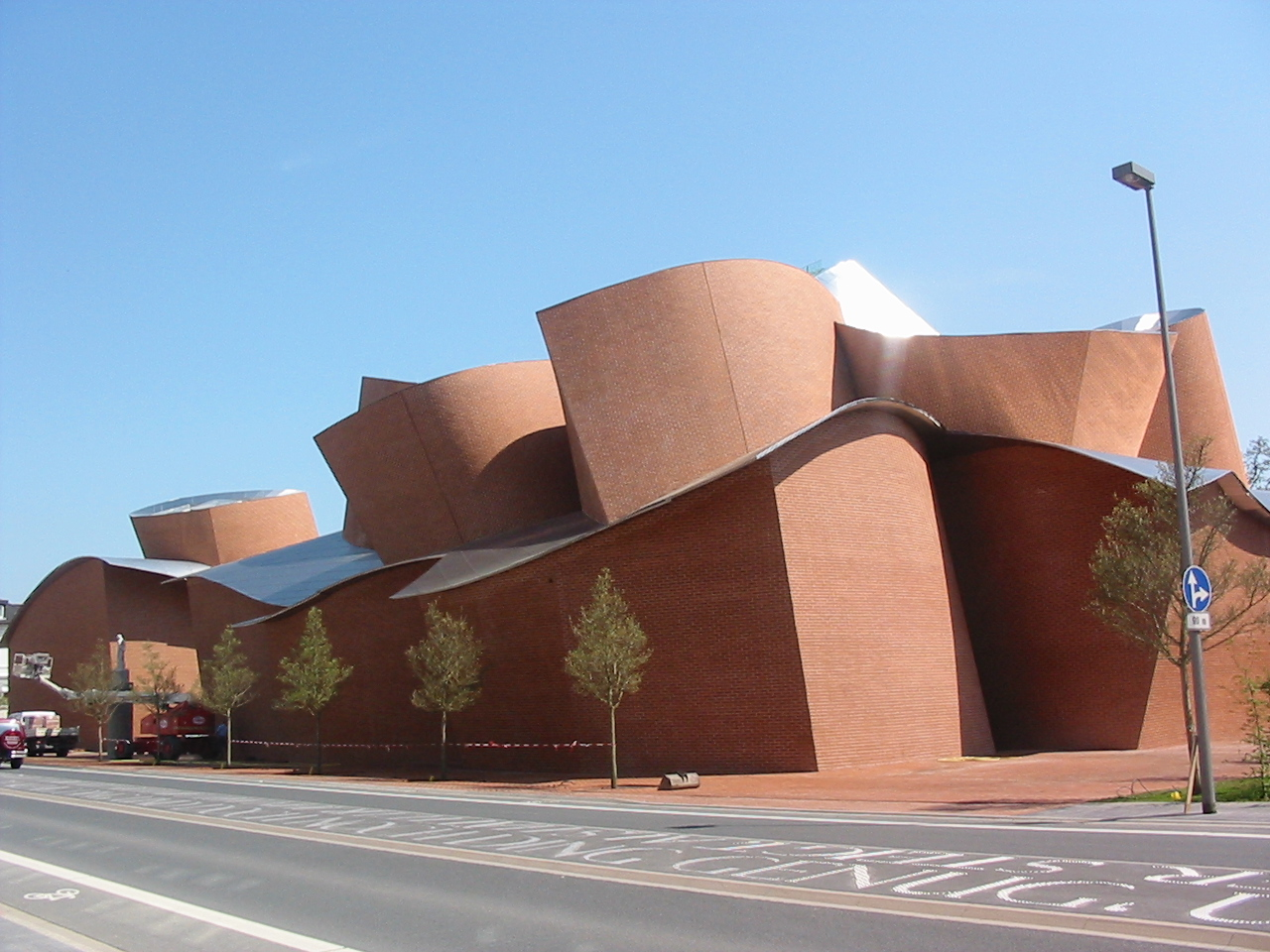
MARTa Herford

MARTa Herford is een museum voor hedendaagse kunst en design in de plaats Herford in Noordrijn-Westfalen in Duitsland. Het museum werd geopend op 2 mei 2005. Medeverantwoordelijke voor de uitvoering van het concept en oprichtingsdirecteur was Jan Hoet. Het museum biedt op de eerste plaats onderdak aan tentoonstellingen van actuele kunst, waartoe het sinds 2002 een eigen collectie heeft opgebouwd, en heeft daarnaast ook een belangrijk werkterrein als kenniscentrum voor de meubelindustrie, die van oudsher in Herford sterk vertegenwoordigd is. Een derde aandachtsveld is architectuur.

## MARTa
M staat voor meubels en museum, ART voor kunst, en de laatste a voor 'ambiance'

## Gebouw
Het gebouw van 2500 m² is ontworpen door Frank Gehry. Het is gemaakt van rode klinkers, glas en roestvrij staal. De muren hebben geen ramen naar de straat. Ze zijn licht gebogen. Het dak is asymmetrisch. Ook binnen zijn de wanden gebogen en uit het lood. De afwerking binnen is gedaan met gipsplaat. De ingangspartij is van glas en edelstaal. Er zijn lichtschachten, een ruime ontvangsthal, gebogen trappen en opvallende houten muurbetimmeringen.
Er was tijdens de opening een protestbetoging van burgers, die het oneens waren met de besteding van overheidsgeld aan dit bouwproject, waarvan de geraamde kosten aanzienlijk overstegen waren.
Buiten het museum zijn enkele kunstwerken geplaatst bijvoorbeeld een beeld van Luciano Fabro, dat een strofe uit het gedicht 'De bal' van Rainer Maria Rilke uitbeeldt en op een hoge sokkel een beeld van artiest 2Pac.

## Faciliteiten
In het museum zijn ook gevestigd de MARTa Bookshop en het MARTA Café.
Er zijn tevens conferentieruimtes, een aula en een atelier voor gebruik door verschillende partijen zoals de negen beroepsverenigingen van meubelmakers, die in het kenniscentrum verenigd zijn.

## Tentoonstellingen
- 2011: Bucky Fuller and Spaceship Earth
- 2011: Wir sind alle Astronauten. The Universe of Richard Buckminster Fuller Reflected in Contemporary Art
- 2010:  Richard Neutra in Europa
- 2010: A Lifetime for Architecture. Der Fotograf Julius Shulman
- 2010: Unsichtbare Schatten. Bilder der Verunsicherung
- 2011/12: GWK-Förderpreise Kunst 2011: Kristina Berning, No More Illusions; Benjamin Greber, Almagia 2
- 2012: Roger Ballen. Fotografien 1969 – 2009
- 2012: Guillaume Bruère. GIOM Tausendfüßler (in de Lippold-Galerie), ism. de Galerie der Stadt Backnang
- 2012: Kunstproject Ralf Witthaus. Die Internationale Rasenschau 2012. The Appointment. Das Bohrloch nach Neuseeland, in Hof Bröer (Löhne)
- 2012/2013: Olav Christopher Jenssen. Enigma. Werke 1985-2012
- 2012/2013: Gute Aussichten. Junge deutsche Fotografie 2012/2013
- 2013: Gute Aussichten. Zoom, in de Lippold-Galerie
- 2013: Nutzflächen - OWL3 in de Lippold-Galerie